# Lepra
Lepra, doença de Hansen ou hanseníase é uma infecção crônica causada pelas bactérias Mycobacterium leprae ou Mycobacterium lepromatosis. A infeção geralmente não manifesta sintomas durante os primeiros 5 a 20 anos, sendo que se vão desenvolvendo, geralmente, granulomas nos nervos, trato respiratório, pele e olhos. Isto pode resultar na diminuição da capacidade de sentir dor, o que por sua vez pode levar à perda de partes das extremidades devido a lesões ou infeções sucessivas que passam despercebidas ao portador. Estes sintomas podem também ser acompanhados por diminuição da visão e fraqueza.
A lepra é transmitida entre pessoas e possivelmente a partir de tatus (dasipodídeos, clamiforídeos). Pensa-se que a transmissão se dê através da tosse ou pelo contacto com o muco nasal de uma pessoa infetada. A lepra é mais comum em contextos de pobreza. Contrariamente à crença popular, não é uma doença altamente contagiosa. A doença é classificada em dois tipos principais: lepra paucibacilar e lepra multibacilar. Os dois tipos distinguem-se pelo número de manchas de pele hipopigmentada e dormente — a lepra paucibacilar possui cinco ou menos e a multibacilar mais de cinco. O diagnóstico é confirmado com a análise de uma biópsia.
A lepra pode ser curada com um tratamento multidrogas. O tratamento da lepra paucibacilar consiste na administração de dapsona e rifampicina durante seis meses. O tratamento de lepra multibacilar consiste na administração de rifampicina, dapsona e clofazimina durante doze meses. Podem também ser usados outros antibóticos. A Organização Mundial de Saúde disponibiliza estes medicamentos de forma gratuita. Em 2012, havia em todo o mundo 189 000 casos crónicos de lepra, uma diminuição acentuada em relação aos 5,2 milhões na década de 1980. No mesmo ano registaram-se 230 000 novos casos. Em 2022 foram notificados 174.087 novos casos da doença no mundo. A Índia é o país com o maior número de doentes e registrou 103.819 novos casos da doença em 2022.  O Brasil é o segundo país em número de casos de hanseníase com 19.635 casos notificados em 2022.  A maior parte dos novos casos ocorre em apenas 16 países, dos quais a Índia contabiliza mais de metade. Nos últimos vinte anos foram curadas da lepra 16 milhões de pessoas em todo o mundo.
A lepra afetou a Humanidade durante milhares de anos. O nome da doença tem origem no termo grego λέπρᾱ (léprā), derivado de λεπῐ́ς (lepís; "escama"). O termo "hanseníase" é dado em homenagem ao médico norueguês Gerhard Armauer Hansen, que descobriu a causa da doença em 1873. Isolar os portadores da doença em leprosarias, outrora comum em todo o mundo, ainda ocorre na Índia, China, e África. No entanto, a maior parte das leprosarias foi encerrada, dado que a doença não é significativamente contagiosa. Durante grande parte da História, os leprosos foram vítimas de estigma social, o que ainda continua a ser uma barreira para a procura de tratamento. Devido a este estigma, muitas pessoas consideram o termo "leproso" ofensivo. A condição está classificada como doença tropical negligenciada.

## Sinais e sintomas

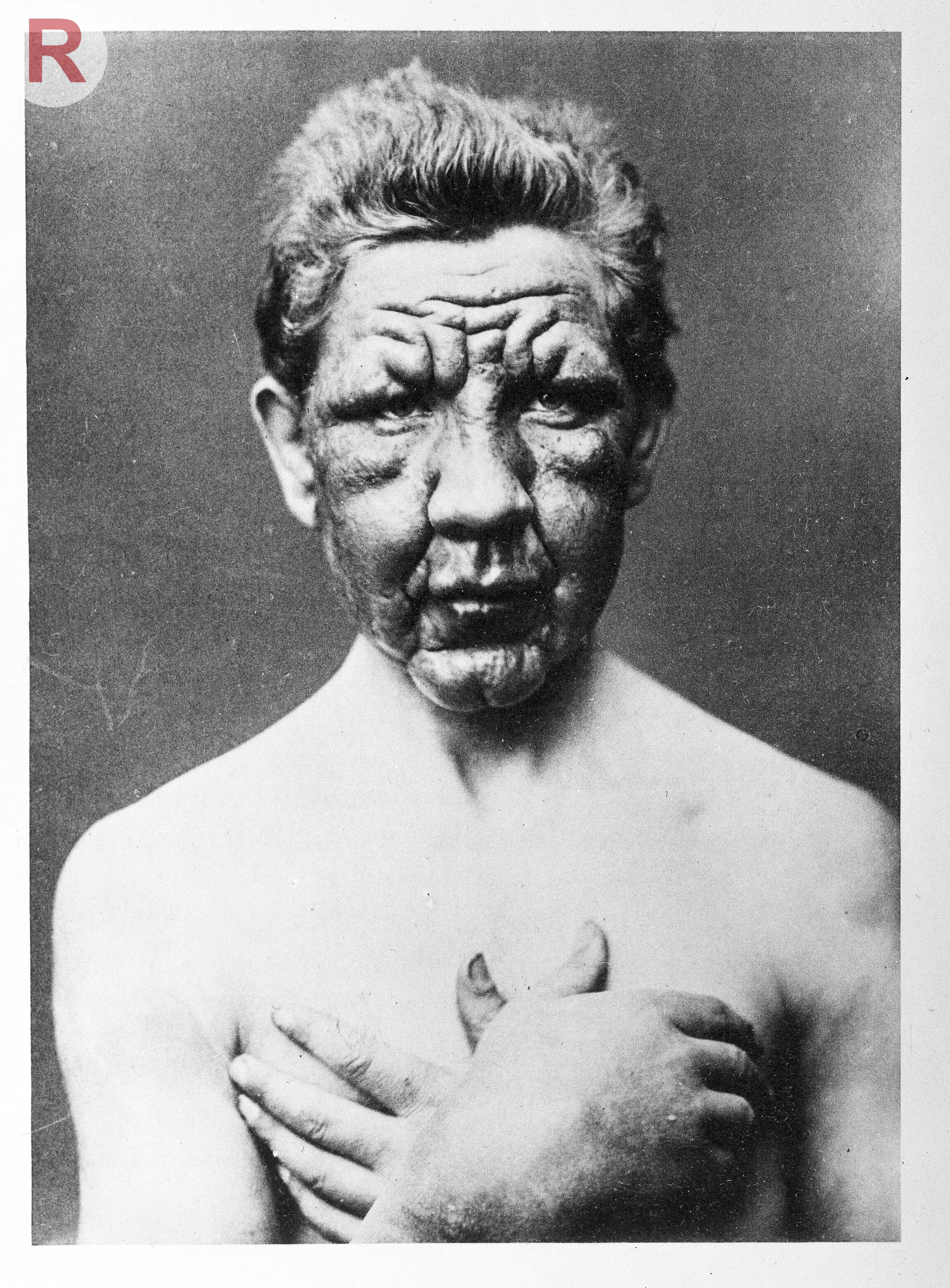
Rosto com engrossamentos típicos de lepra lepromatosa.

A lepra é uma doença infectocontagiosa crónica causada pela bactéria Mycobacterium leprae. Esta doença é particularmente conhecida por causar deficiências debilitantes e incapacidades associadas a danos no sistema nervoso periférico, na pele, mucosa nasal, olhos e, nas formas mais graves, nos órgãos internos e sistemas muscular e esquelético.
Em 1982, a Organização Mundial de Saúde classificou a lepra de acordo com o número de lesões cutâneas e a presença ou ausência de bacilos na pele e/ou mucosas nasais, independentemente do seu tamanho, localização ou características histológicas:
- Paucibacilar (<5 lesões cutâneas; ausência de bacilos);
- Multibacilar (>5 lesões cutâneas; presença de bacilos; espessamento de nervos periféricos, perda de sensibilidade ou de força muscular).

A classificação da lepra é baseada em dados clínicos, histológicos e baciloscopias do muco nasal e pele, e pode ser considerada lepra: tuberculoide (TT), Borderline Tuberculoide (BT), Borderline-Borderline (BB), Borderline Lepromatosa (BL), Lepromatosa (LL) e Indeterminada (I).

### Lepra tuberculoide (TT)
A Lepra Tuberculoide (TT) - “forma benigna” [1, 5] - é causada pelo Mycobacterium leprae e corresponde à forma imunologicamente estável, paucibacilar e pouco contagiosa da doença, com baciloscopia negativa que ocorre em indivíduos com algum grau de resistência ao bacilo.
Esta doença manifesta-se pela presença de um número reduzido de lesões cutâneas, que podem mostrar-se eritematosas, em descamação, anidróticas, alopécicas e anestésicas. Esta perda de sensibilidade encontra-se distribuída de forma assimétrica e resulta na destruição dos nervos cutâneos, que leva a alterações sensitivas e motoras das extremidades, osteoporose por desuso, reabsorção óssea e mal perfurante plantar.  

### Lepra Borderline (B)
As formas Borderline são as formas instáveis da doença. É a forma mais comum, um tipo intermediário entre boa e má resposta do sistema imunitário. As lesões cutâneas assemelham-se às da lepra tuberculoide, mas são mais numerosas e irregulares. Grandes manchas podem afetar um membro inteiro e ocorre fraqueza e perda de sensibilidade nos pés, mãos e rosto; pode converter-se em lepra lepromatosa ou reverter, tornando-se mais parecido com a forma tuberculoide.

### Lepra Lepromatosa (LL)
A Lepra Lepromatosa (LL) - forma “maligna”  - é causada pelo Mycobacterium lepromatosis (espécie não consensual) e corresponde à forma multibacilar e altamente contagiosa com baciloscopia positiva da doença. Esta forma ocorre em indivíduos com baixa resistência imunológica e permite a disseminação de grande número de bacilos por todo o organismo - pele, nervos,[a] nariz, boca, laringe, faringe, olhos e vísceras.
As manifestações clínicas são numerosas, bilaterais e simétricas e de morfologia, extensão e localização variáveis. As principais lesões cutâneas incluem:
- Máculas eritematosas simétricas;[19]
- Infiltrações difusas na pele, extensas e localizadas no rosto, dorso das mãos, antebraços e pernas;[17][19]
- Nódulos e lepromas, que atingem as regiões supraciliares e malares, as orelhas, o processo mental e os membros (maior frequência nos cotovelos, joelhos e terço distal dos antebraços).[19] A coexistência destas lesões com a infiltração difusa resulta no aspeto físico característico de quem sofre desta doença: facies leonina[17][19] e alopecia/madarose.[19][27]

As alterações da mucosa nasal, para além da obstrução nasal e epistaxes, podem conduzir a fenómenos destrutivos, com consequente perfuração do septo e colapso da pirâmide nasal.
Quando não diagnosticada e tratada precocemente, pode atingir vários órgãos e ser causador de múltiplas morbilidades, como cegueira, lagoftalmia, conjuntivite, osteoporose, esterilidade, insuficiências hepática e renal, dedos “em garra” e mal perfurante plantar.

### Lepra Indeterminada (I)
A forma Indeterminada é a forma inicial e transitória da doença, mais frequente em crianças; por norma, tem cura espontânea. A partir do estado inicial, a lepra pode permanecer estável (maior parte dos casos) ou pode evoluir para lepra tuberculoide ou lepromatosa, dependendo da predisposição genética particular de cada paciente. A lepra pode adotar também vários cursos intermediários entre estes dois tipos, sendo então denominada lepra dimorfa.

Quer na forma tuberculoide quer na lepromatosa, a destruição dos nervos sensoriais é acompanhada por disfunção circulatória, que resulta na perda progressiva da sensibilidade térmica, tátil e dolorosa das extremidades. Esta falta de sensibilidade pode levar à formação de inúmeras lesões, sobretudo nos pés, que frequentemente levam ao aparecimento de infeções secundárias, gangrena (com eventual amputação)  e, em casos mais extremos, à morte.  

## Transmissão

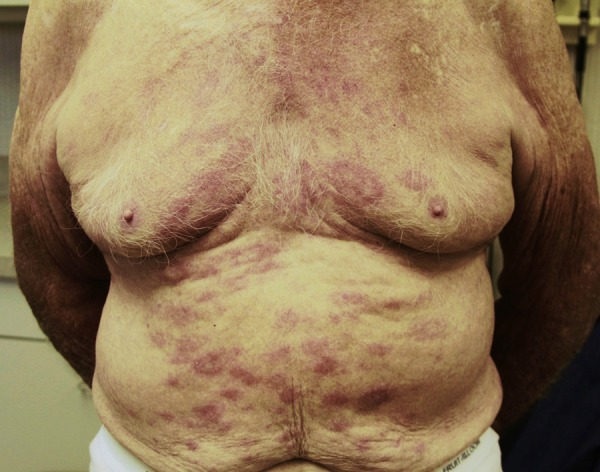
Erupções cutâneas no peito e abdômen causada pela hanseníase.

O modo exato de transmissão da lepra é ainda desconhecido. Contudo, sabe-se que a viabilidade do M. leprae, em secreções secas, varia entre 1 e 7 dias, pelo que se presume que o contágio indireto seja mínimo; consequentemente, a transmissão da lepra deverá ocorrer por secreções nasais e/ou gotículas orais de pessoas infetadas, por inoculação através da mucosa nasal e, mais raramente, através de erosões cutâneas. O contágio congénito da lepra é pouco provável, mas a amamentação pode ser considerada um vetor da doença.
Ainda que seja um assunto muito controverso, é coletivamente aceite na comunidade científica que o período de incubação do M. leprae é bastante longo, podendo variar de 6 meses a 40 (ou mais) anos.
De todas a pessoas infetadas, só 5%-10% acaba por desenvolver a doença, o que significa que existe variabilidade na suscetibilidade e resistência, dependendo de fatores genéticos, bem como da resposta imunitária de cada indivíduo, que vai desempenhar um papel significativo na progressão da infeção e na sua manifestação clínica: na lepra tuberculoide, a resposta imunitária é forte e limita a presença de bacilos no organismo; na lepra lepromatosa/virchowiana, a resposta imunitária é fraca e, por isso, o número de bacilos vai ser elevado. Indivíduos com sistemas imunitários comprometidos, bem como mulheres grávidas, estão mais suscetíveis à infeção.
A lepra não é uma doença hereditária; no entanto, a infeção costuma acontecer durante a infância, acabando por se manifestar mais tarde, sobretudo entre os 10 e os 20 anos, com predomínio no sexo masculino, numa relação de 2:1.
A frequência de ocorrência da hanseníase em crianças é um parâmetro epidemiológico importante, nomeadamente para a determinação da taxa de transmissão da doença. Ainda que seja rara em crianças com menos de 5 anos, a forma de lepra mais comummente encontrada é a hanseníase nodular (NL), uma variante clínica benigna que afeta lactentes e crianças que permanecem em contacto permanente e próximo com alguém infetado. Em muitos casos, a criança cura-se sem qualquer intervenção médica, mas a doença pode reaparecer uns anos mais tarde.

## Diagnóstico
A hanseníase é geralmente diagnosticada após esfregaço cutâneo, zaragatoa nasal e exame histopatológico.
O doente com a doença chama-se de leproso, hanseniano, gafo, gafeirento, mas também de lazarento, lázaro, morfeico e morfético. A palavra morfético deriva do grego "Morpheús", deus do sono, pelo latim "Morfeu", e do sufixo -ético, adjetivo [Pejorativo]. Que se refere a morfeia, hanseníase; hanseniano, um substantivo masculino ou pessoa que apresenta morfeia, hanseníase. No sentido figurado, representa a característica de asqueroso, que provoca asco, nojo.

## Tratamento
Na 1ª Conferência Mundial sobre a Lepra, realizada em Berlim no ano de 1897, a lepra foi, finalmente, reconhecida como uma doença infectocontagiosa. Foi nesta conferência que se consagrou a teoria do contágio e a proficiência no combate à lepra, através do isolamento domiciliar ou hospitalar dos infetados, de modo a evitar o contágio, e foi traçado o modelo ideal para as leprosarias modernas, baseadas numa medicina social.
No mundo existem muitas leprosarias para o abrigo e a cura dos doentes de Hanseníase. A Igreja administra, em todo o mundo, 547 leprosários, segundo dados do último Anuário Estatístico da Igreja: 198 em África, 56 na América, 285 na Ásia, 5 na Europa e 3 na Oceânia.
Apesar de não mortal, a lepra pode acarretar invalidez severa e/ou permanente se não for tratada a tempo. A OMS recomenda, desde 2018, uma terapêutica tripla que consiste na administração de dapsona, rifampicina e clofazimina durante 12 meses nas formas multibacilares e durante 6 meses nas formas paucibacilares. A Organização Mundial de Saúde disponibiliza estes medicamentos de forma gratuita.
Para além dos antibióticos e da poliquimioterapia, quando as lesões já estão constituídas, o tratamento baseia-se em próteses, intervenções ortopédicas, calçados especiais, etc. Além disso, uma grande contribuição à prevenção e ao tratamento das incapacidades causadas pela lepra é a fisioterapia.

### Talidomida
Malformações congénitas devido ao uso de Talidomida pelas mães no período gestacional resultavam em crianças nascidas com membros atrofiados – focomelia –, especialmente os membros superiores. Muitas dessas malformações foram correlacionadas ao uso do medicamento durante a gravidez para controlo de enjoos. Atualmente, o medicamento é usado no tratamento da hanseníase, lúpus sistémico e SIDA/AIDS. Para o conseguir, é necessária documentação comprovativa e controlo rigoroso das receitas médicas, sendo proibida a sua venda em farmácias.

### Imunidade Cruzada: Lepravs.Tuberculose
A hanseníase e a tuberculose são doenças infecciosas causadas pelo complexo Mycobacterium e associadas a fatores sociais, ecológicos e biológicos semelhantes, como pobreza, acesso precário a cuidados de saúde, desnutrição, sistemas imunitários comprometidos, etc..
De acordo com a literatura, existe uma relação entre estas duas doenças, que se baseia na dinâmica de transmissão das infeções e no grau de imunidade cruzada, que não permitiria que ambas as infeções ocorressem simultaneamente, ainda que hoje se saiba, com o recurso a estudos moleculares, que esta teoria não é totalmente correta.
Esta hipótese é bastante controversa, mas o facto clínico mais aceite é que a vacinação contra a tuberculose (Bacillus-Calmette-Guérin - BCG) pode ajudar na prevenção da infeção por Mycobacterium leprae, sendo eficaz em 20-91% dos casos de hanseníase.

## Epidemiologia

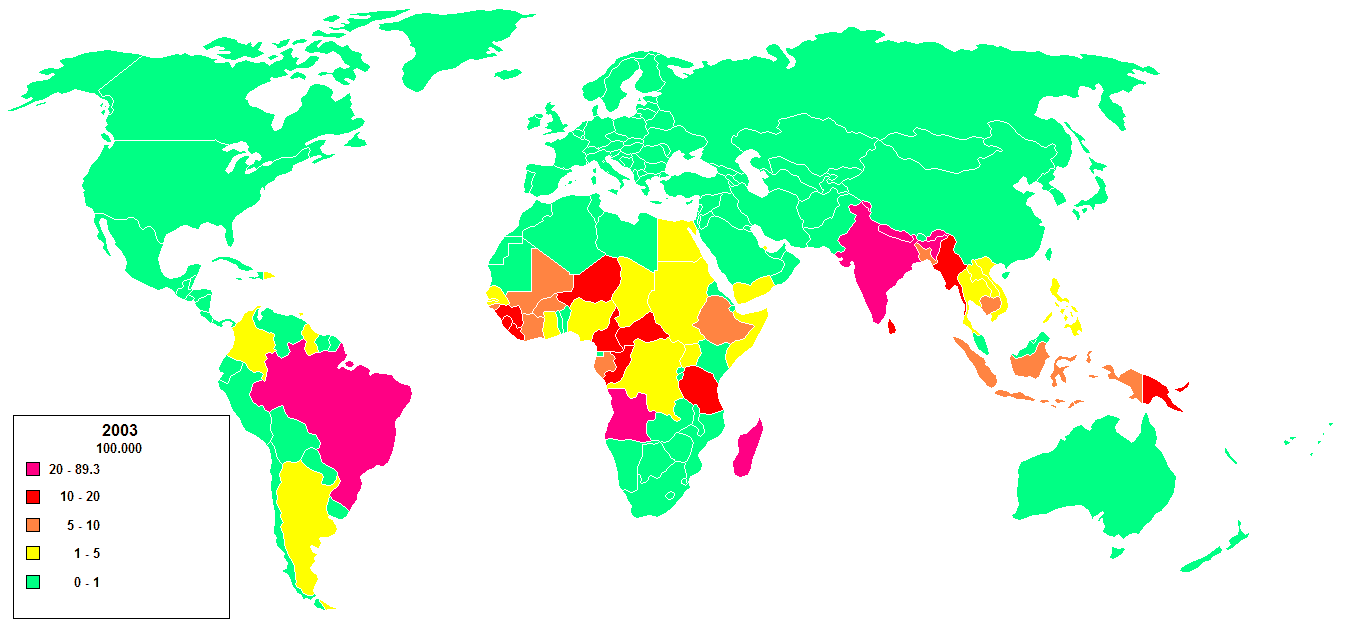
Incidência mundial de lepra (em 2003). O Brasil possui mais de 90% dos casos da América Latina.

Há 200.000 novos casos por ano e estima-se que seja entre 2 e 3 milhões o número de pessoas severamente descapacitadas pela lepra em todo o mundo. Em 2018 foram notificados 208.619 novos casos em 127 países, nomeadamente na Índia, Brasil e Indonésia.
A hanseníase é raramente encontrada na Europa, mas é, ainda, uma doença endémica em muitos países do mundo, sobretudo no Sudeste Asiático, em África e na América do Sul (principalmente no Brasil). Os casos notificados de lepra, atualmente, na Europa são essencialmente casos importados de regiões endémicas; porém, com a crescente imigração de indivíduos destes países, começa a assistir-se a um ligeiro aumento de novos casos de lepra na Europa, e, inclusivamente, em Portugal.
Atualmente, em Portugal, existe um número muito reduzido de casos de hanseníase todos os anos: em 2018 foram notificados apenas 5 casos. A doença é de notificação obrigatória. O Brasil é o segundo país com maior número de casos em todo o mundo, com 26 875 casos em 2017. Em 2016 existiam em Angola 1210 casos notificados de lepra. Em 2017, Moçambique registou 1.926 casos de lepra em 2017, mais 245 do que em 2016.

## História

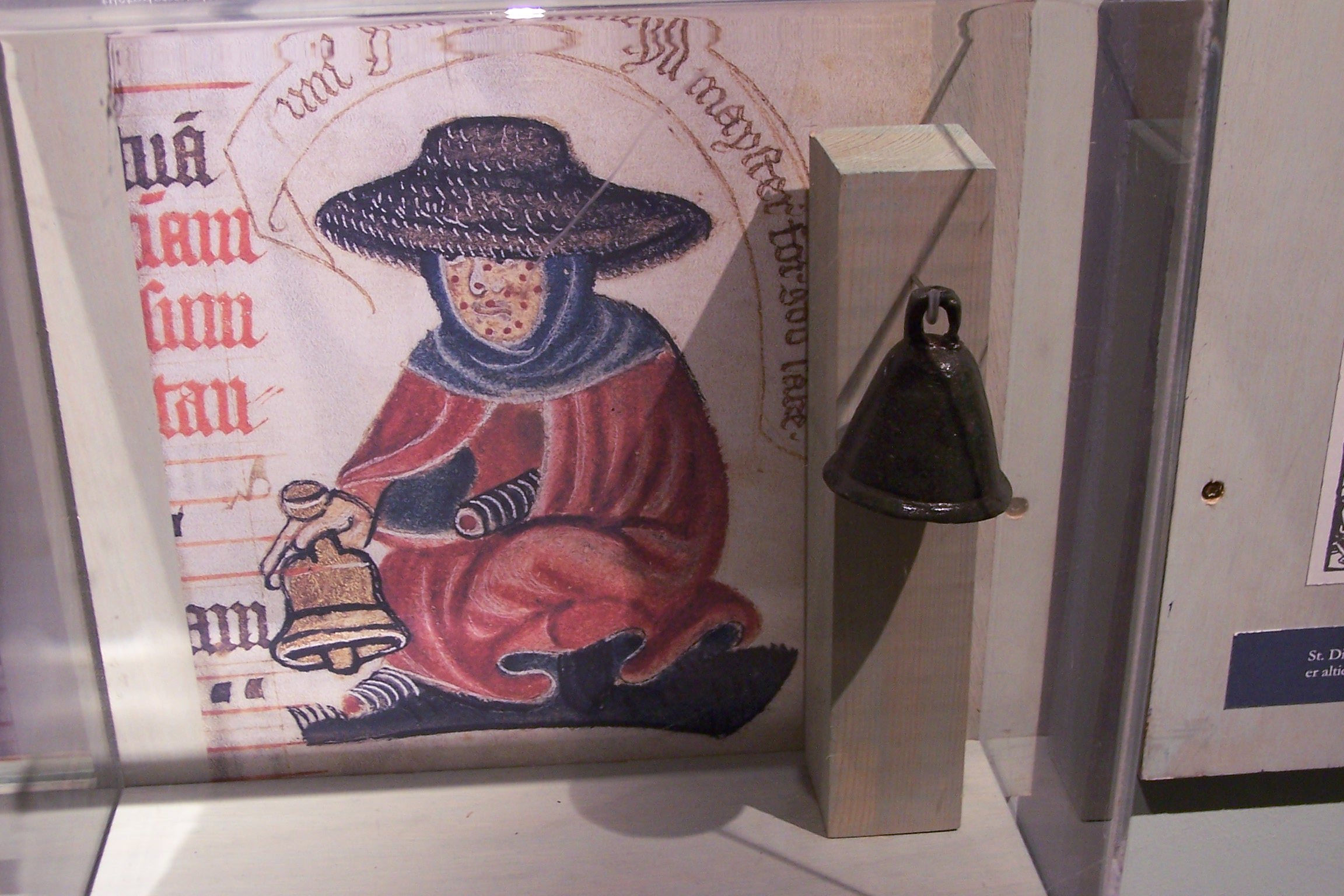
O uso de um sino era obrigatório para os leprosos quando se aproximavam de populações na Idade Média.

Dispensário anti-leproso na Guiné-Bissau.

O nome da doença tem origem no termo grego λέπρᾱ (léprā), derivado de λεπῐ́ς (lepís; "escama"). O termo "hanseníase" é dado em homenagem ao médico norueguês Gerhard Armauer Hansen, que descobriu a causa da doença em 1873.
Existem relatos de casos de lepra desde o ano 3000 a.C.. Não se sabe, no entanto, se esta doença terá surgido no continente africano ou no continente asiático, ainda que se considere o Médio Oriente como o local de propagação da doença para a Europa.
Em 2017, Köhler e colaboradores registaram cinco possíveis casos paleopatológicos de lepra (4 dos quais são apenas casos suspeitos, não se podendo excluir outras infeções) em Abony-Turjányos dűlő (Hungria). Estes indivíduos datam da Idade do Cobre tardia (3780–3650 a.C.), constituindo o caso paleopatológico de lepra mais antigo da Europa de que há registo até à data.
Outras evidências paleopatológicas da lepra contam-se entre os exemplos da Necrópole de Casalechio di Reno (Bolonha, Itália), dos Hospitais St. James e Sta. Maria Madalena em Chichester e Sta. Maria Madalena em Winchester no Reino Unido, e St. Jørgen's em Naestved e St. Jørgen's em Odense na Dinamarca.
A lepra foi uma doença prevalente em toda a Europa durante o período medieval até ao seu declínio a partir do século XVI. Ainda que a razão para este declínio não esteja totalmente clara e seja até hoje controversa, é bastante provável que múltiplos fatores tenham contribuído para esta diminuição de casos, como: mudança antigénica da bactéria; efeitos do isolamento e quarentena; mortalidade direta ou indireta causada por outras infeções (ex.: peste); mudanças na dieta, no vestuário e na habitação e saneamento; o aparecimento e aumento da tuberculose, etc.
A ausência de tratamento eficaz e o medo de contágio conduziram à ostracização dos doentes, tanto pela sociedade, como pela própria família, pelo que, no século IV, terão surgido, na Capadócia, as leprosarias, destinadas ao isolamento dos doentes. Estas começaram a difundir-se por toda a Europa a partir do século X.

### Em Portugal
Em Portugal, há poucas evidências paleopatológicas desta doença. A primeira evidência foi descoberta em 2003 durante a escavação na região da Ermida de Santo André (Beja), onde foram recuperados, pelo menos, 10 indivíduos: um indivíduo adulto do sexo masculino apresentava lesões compatíveis com um diagnóstico provável de lepra; quatro indivíduos (dois adultos jovens e dois adultos), possivelmente do sexo masculino, apresentam-se como casos possíveis, já que o estado de preservação dos mesmos não permite um diagnóstico diferencial preciso.
Para além deste indivíduo, outro foi descoberto, também com lesões compatíveis com lepra, em Lagos (Valle da Gafaria), datado entre os séculos XV e XVII. Mais recentemente, foi descoberto outro possível caso paleopatológico de lepra: um indivíduo adulto do sexo masculino em Travanca (Santa Maria da Feira), datado entre os séculos XVII-XIX.  
Em Portugal terão existido, desde o século XI ou XII, cerca de 70 leprosarias (gafarias), que funcionavam como local de internamento para estes doentes e representavam a única medida preventiva da doença.
Ainda que tenham existido dezenas de gafarias em Portugal ao longo dos séculos, o mais conhecido, pelo menos durante o século XX, foi o Hospital Colónia Rovisco Pais. De modo a colmatar a abolição da assistência aos leprosos no Hospital da Universidade de Coimbra, o Professor Bissaya Barreto (1886-1974) criou, com o legado financeiro deixado por Rovisco Pais, a Leprosaria Nacional Rovisco Pais, inaugurada a 7 de setembro de 1947 e instalada numa propriedade agrícola, a Quinta da Fonte Quente, na Tocha (Cantanhede), com lotação para mil doentes e isolado dos grandes centros populacionais.
Este Hospital previa o internamento compulsivo dos doentes contagiosos que resultava na perda da cidadania dos mesmos; a fuga era punível; a circulação de dinheiro era proibida; o trabalho era uma necessidade, mas era também utilizado como elemento fundamental para o processo terapêutico, com o objetivo de formação profissional para permitir a posterior reinserção social dos pacientes, e a alfabetização.
Este estabelecimento, e, sobretudo, o seu desenho arquitetónico, encerrava em si toda a ideologia do regime do Estado Novo, como a ruralidade, a família, a religião e o trabalho.

### No Brasil
No Brasil, até meados do século XX, os doentes eram forçados ao isolamento em leprosários e tinham os seus pertences queimados, uma política que visava muito mais ao afastamento dos portadores do que a um tratamento efetivo. Só em 1962 é que o internamento compulsivo dos doentes deixou de ser obrigatório. Este processo foi oficializado a 15 de outubro de 1968, através da Lei nº 5.511, que revogava esta obrigatoriedade implantada desde a Lei nº 610 de 1949. Porém, o retorno dos pacientes ao seu convívio social era extremamente dificultado, devido à pobreza e isolamento social e familiar a que estavam submetidos.
O Brasil foi o único país das Américas que não atingiu a meta de reduzir o número de novos casos da doença para menos de 1 em cada 10.000 pessoas, prejudicando sua erradicação nas nações vizinhas. No estado de São Paulo, constatou-se declínio dos casos entre 2004 e 2006 na maioria das regiões, e coeficientes mais elevados foram detectados ao norte do estado.

## Sociedade e cultura
A lepra foi, durante muito tempo, incurável e muito mutiladora, forçando o isolamento dos pacientes em leprosarias (português de Portugal) ou leprosários (português do Brasil), principalmente na Europa durante a Idade Média, durante a qual eram obrigados a usar sinetas que anunciassem a sua presença, bem como roupas específicas, que ajudassem no seu reconhecimento por parte da restante população.
Ainda que seja uma doença completamente tratável e curável, a lepra encontra-se, ainda, carregada de um enorme estigma social, que pode dever-se, em parte, aos estereótipos sociais que desde sempre foram associados à lepra - vida de pecado e sinal de uma “alma impura”  -, que muitas vezes são instigados e agravados pelas características visíveis da doença e que resultam em discriminação e marginalização.
Este estigma depende fortemente dos contextos sociais e culturais, e afeta inúmeras áreas da vida destas pessoas, como o casamento, a interação social e o emprego.

## Em outros animais
Ainda que a espécie humana seja a principal espécie a ser afetada pelo M. leprae, já foram observadas infeções pela mesma bactéria em primatas, armadilhos nos estados Norte-americanos do Texas e Luisiana e em esquilos vermelhos no Reino Unido.

## Investigação

### Paleopatologia

#### Diagnóstico
As lesões esqueléticas características da hanseníase envolvem a face e o esqueleto apendicular distal. As características cranianas da hanseníase (fácies-leprosa ou síndrome rinomaxilar), consistem na erosão e enfraquecimento progressivos do processo alveolar da maxila, com consequente perda dos incisivos centrais e laterais superiores, e na destruição da espinha nasal anterior, no arredondamento e alargamento das margens da abertura piriforme e na perfuração do palato.
Podem ocorrer outras alterações que incluem deformidades nos ossos das mãos e dos pés, geralmente simétricas. Estas envolvem: a destruição da articulação e reabsorção dos dedos das mãos e dos pés, com deslocamento parcial e fusão óssea - dedos “em garra”; a remodelação destrutiva dos ossos tubulares das mãos e dos pés, que se inicia nas extremidades distais do osso e que pode causar a total destruição do mesmo. Podem existir evidências de osteomielite e/ou alterações neuropáticas das articulações dos pés ou do tornozelo.
Uma grande dificuldade neste diagnóstico prende-se com o facto de várias patologias poderem causar alterações ósseas semelhantes. No caso da lepra, a destruição óssea, nomeadamente na região nasal, no palato e nas falanges, pode ser confundida com alterações tafonómicas (fragmentação post mortem); a síndrome rinomaxilar pode ocorrer noutras patologias como as treponematoses, a tuberculose cutânea, a leishmaniose e neoplasias malignas; as alterações dos ossos das mãos e dos pés podem ser idênticos a doenças como a diabetes, síndrome de Raynaud, ulceração e treponematoses.
Um diagnóstico claro e evidente de lepra baseado em alterações paleopatológicas só pode ser feito se as alterações ósseas faciais (sobretudo as deformidades nasais) forem encontradas em combinação com a atrofia e truncamento dos dedos das mãos e dos pés, sendo a presença simultânea destas alterações interpretada como “patognomónica” da doença.

#### Odontodisplasia leprogénica
A Odontodisplasia leprogénica (dens leprosus) consiste no desenvolvimento anormal da raiz dentária dos incisivos superiores (raiz reduzida) e é caracterizada pela presença de uma ranhura de constrição concêntrica. Normalmente esta anomalia está associada à infeção por M. leprae durante a infância e é coincidente com as alterações rinomaxilares características da lepra, nomeadamente o enfraquecimento dos processos alveolares da maxila e a perda dos incisivos superiores. Esta patologia é pouco comum no registo paleopatológico - 6 casos descritos na Escandinávia medieval, associados a leprosarias - e não existem, até ao momento, casos clínicos relatados.